# Lew Tendler
Lew Tendler (Filadélfia, 28 de setembro de 1898 - Atlantic City, 15 de novembro de 1970) foi um boxeador americano.

## Distinção
- Lew Tendler é membro do International Boxing Hall of Fame (desde 1999).[1]